# Odontadenia verrucosa
Odontadenia verrucosa är en oleanderväxtart som först beskrevs av Johann Jakob Roemer och Schult., och fick sitt nu gällande namn av Karl Moritz Schumann och Markgraf. Odontadenia verrucosa ingår i släktet Odontadenia och familjen oleanderväxter. Inga underarter finns listade i Catalogue of Life.